# Aogôri Wan
Aogôri Wan är en vik i Antarktis. Den ligger i Östantarktis. Norge gör anspråk på området.